# Rho2 Arietis
Désignations
Rho2 Arietis (en abrégé ρ2 Ari), également désignée RZ Arietis, est une étoile variable de sixième magnitude de la constellation du Bélier. Elle présente une parallaxe annuelle de 9,28 mas mesurée par le satellite Hipparcos, ce qui indique qu'elle se situe à environ 350 années-lumière de la Terre. Elle s'éloigne du Système solaire à une vitesse radiale de +46 km/s.
Rho2 Arietis est une étoile variable semi-régulière, avec deux périodes de variation de 49,9 et 54,8 jours. Sa magnitude apparente varie entre 5,45 à 6,01. Elle est généralement considérée comme une étoile de la branche asymptotique des géantes, ayant épuisé l'hélium dans son noyau. Sur la base de la comparaison de sa température et de sa luminosité actuelles avec les trajectoires évolutives théoriques, sa masse initiale est estimée à 1,3 M☉ et sa masse actuelle est de 1,14 M☉.